# Gastronomía de Gales

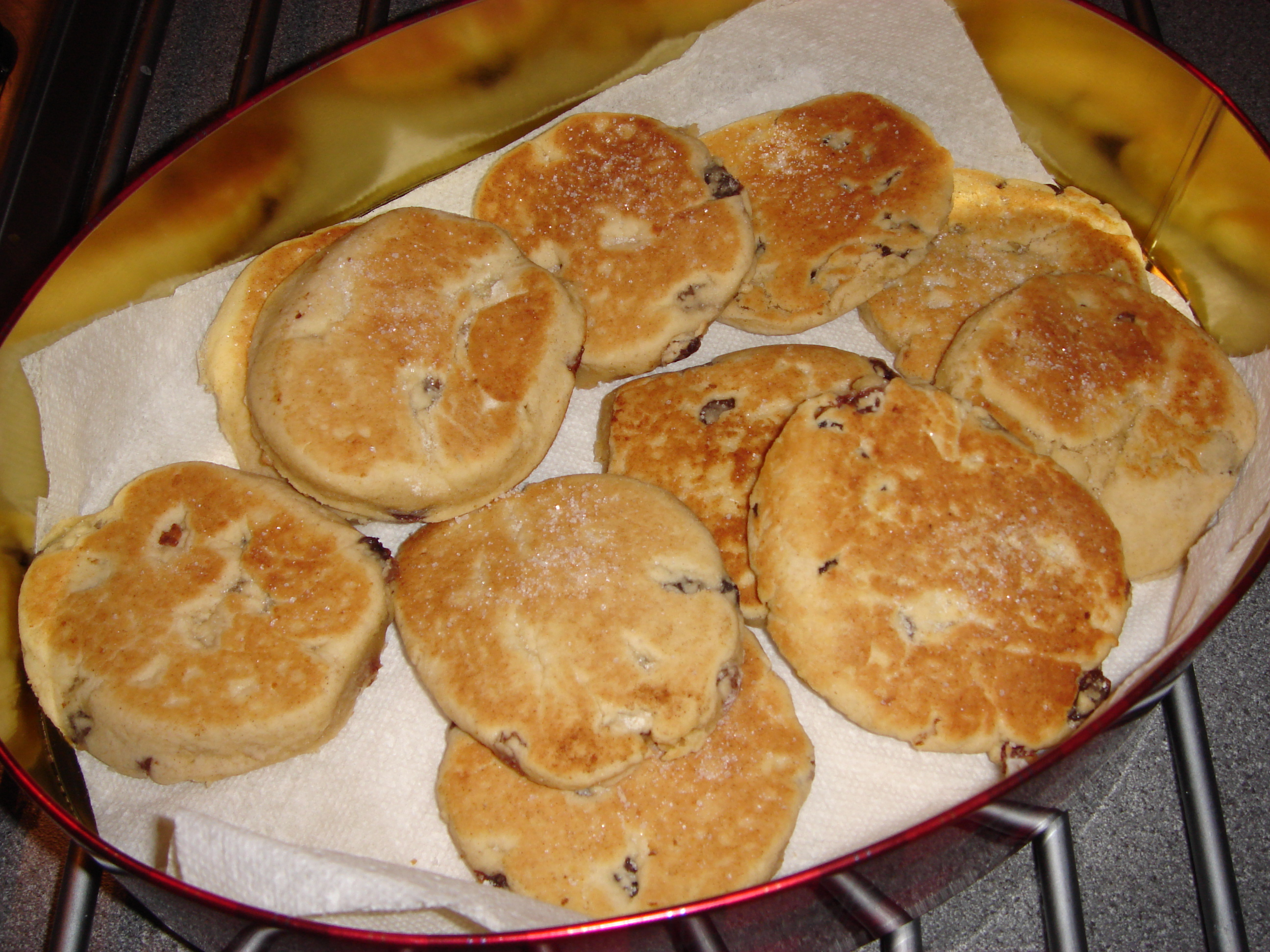
Pasteles galeses.

La  gastronomía de Gales ha sido influida y ha influido sobre el resto de la gastronomía del Reino Unido.
Aunque tanto el vacuno como el ganado lácteo se han criado ampliamente, sobre todo en Carmarthenshire y Pembrokeshire, Gales es más conocido por sus ovejas, y por ello el cordero es la carne tradicionalmente asociada con la cocina galesa, en platos tales como el cordero asado con salsa de menta fresca. La gastronomía galesa incluye a menudo pescados y mariscos, especialmente en regiones costeras, donde la cultura pesquera y la agricultura son comunes. Esto queda reflejado en el empleo de berberechos(laver). El puerro también es muy frecuente en la cocina galesa.

## Platos
- Tatws pum munud: un estofado tradicional hecho con patatas, verduras y panceta, cocido sobre el fuego.
- Tatws popty o tatws pobdu: un estofado tradicional hecho con patata, verdura y carne, y cocinado en el horno.
- Welsh rarebit: aunque es actualmente adscrito a la cocina galesa, sus orígenes son inciertos y el nombre puede ser realmente una referencia inglesa irónica. El término galés para este plato es caws pobi, ‘queso horneado’.
- Bara brith (‘pan moteado’): un pan dulce originario de Gales, que tradicionalmente se hace con pasas, pasa de Corinto y cáscara confitada.
- Cawl: estofado de cordero y puerro
- Cordero asado con salsa de laver o menta.
- Shepherd's pie: un tipo de pastel de carne de cordero hecho con puré de patatas.
- Berberechos: muy populares en Gales, se sirven de muchas formas aunque normalmente hervidos.
- Crempog: panqueque de mantequilla.
- Faggots: albóndigas de hígado de cordero o cerdo, cebolla y cereal.
- Salchicha de Glamorgan (galés: selsig Morgannwg): queso, huevo y pan rallado con forma de salchicha.
- Pan de laver (bara lawr): una delicia de alga, hecha de laver mezclada con avena, con forma de croquetas y fritas normalmente en grasa de panceta.
- Pastel galés (picau ar y maen, pice bach, cacen gri o teisen radell): pastelitos cocinados sobre una piedra.
- Sopa de puerro (cawl cennin o cawl mamgu).
- Lob scows: un estofado popular en Holyhead y Anglesey. El scouse de Liverpool es una copia de este plato.
- Rape: servido a menudo con laver, y común en la costa.
- Clark's Pies: pastel de carne y patata producido originalmente en Cardiff.

El desayuno es tradicionalmente una comida importante en Gales. Un desayuno abundante compuesto de huevos y berberechos fritos con panceta y salchicha, servido con pan de laver, se conoce como desayuno galés «tradicional».
En Gales se producen diversos quesos, como el Caerphilly, Y Fenni, Hen-Sir, Llanboidy, Tintern, Pantysgawn, Red Dragon, Red Devil y una variedad excepcionalmente fuerte de cheddar, el Black Bomber.

## Bebidas
Hay varias Cerveza de Gales y más de 20 viñedos en el país. La mayoría de estos empezaron a explotarse en los años 1970. En cambio, las compañías S A Brain y Felinfoel existen desde finales del siglo XIX, y se basan en fábricas de cerveza aún más antiguas. El whisky galés también tiene una larga tradición, que empieza sobre el siglo IV.

### Cerveza
Al menos tan pronto como en el siglo VI a. C., el legendario druida Ceridwen está asociado en muchos poemas de Taliesin con calderos y preparaciones embriagadoras de cereal y hierbas.
La Crónica Anglosajona registra la diferencia entre el «buen ale» y el galés. 
La cerveza galesa se considera un estilo diferente tan tarde como en 1854, con una receta hecha únicamente de malta blanca y lúpulo, descrito en un libro de recetas de la época.
Wrexham fue uno de los primeros lugares del Reino Unido en producir lager. Unos hermanos alemanes inmigrantes de Sajonia, añorando su hogar, empezaron la producción en 1882.
El historiador local galés Deiniol ap Dafydd afirma que Arthur Guinness usó una receta galesa originaria de Llanfairfechan, cerca de Bangor, para su stout.

### Whisky
El arte de la destilación llegó a Gales en algún momento de la Edad Media. La elaboración de whisky cesó en 1894.
En 1998, la Welsh Whisky Company (actualmente conocida como Penderyn Distillery) se constituyó y comenzó la producción de whisky en Penderyn (Brecon) en 2000. El producto final, Penderyn Whisky, fue el primer whisky comercialmente producido en Gales en un siglo y salió a la venta en 2004.

### Té
La Pembrokeshire Tea Company tiene varias plantaciones de tés por Pembrokeshire y produce varios té hechos con plantas cultivadas solo en Gales, o con una mezcla de tés indios y galeses.
Typhoo produce un té llamado Glengettie, que está orientado específicamente al mercado galés. El paquete se imprime tanto en galés como en inglés.